# I Piccoli (serie animata)
I Piccoli (The Littles) è una serie televisiva d'animazione del 1983 prodotta da DiC Entertainment, Tetsuo Katayama Productions e ABC Entertainment. È composta da 29 episodi in tre stagioni.

## Trama
Durante le prime due stagioni della serie, molti degli episodi contenevano lezioni morali o affrontavano questioni specifiche, come la fuga di casa, l’abuso di droghe, la gelosia. Nella terza stagione, ogni episodio ha visto Henry e i Piccoli viaggiare in un luogo diverso in tutto il mondo.
Le prime due stagioni presentavano anche semplici arti e mestieri alla fine di ogni episodio, con la seconda stagione che utilizzava i suggerimenti inviati dagli spettatori. Durante la terza stagione, un segmento chiamato "A Little Known Fact" evidenziava curiosità storiche o geografiche legate all’episodio.

## Personaggi
- Lucy Little
- Tom Little
- Henry Bigg
- Signor George Bigg
- Signora Bigg
- Nonno Little
- Dinky Little
- Ashley
- Slick
- Signor Horn